# Taburao
Taburao – miasto i wysepka w Kiribati; na atolu Abaiang, w archipelagu Wysp Gilberta, na Oceanie Spokojnym; 4445 mieszkańców (2013). Drugie co do wielkości miasto kraju.